# Dværg- og muselemurer
Dværg- og muselemurer (Cheirogaleidae), også kaldet dværg- og musemakier, er en familie af lemurer. Som andre lemurer findes arterne i denne familie kun på Madagaskar.

## Beskrivelse
Arterne tilhørende familien Cheirogaleidae er mindre end andre lemurer. Faktisk er det de mindste primater. De har blød, lang pels, der på oversiden er gråbrun til rødlig og på undersiden generelt lysere. De fleste har små ører, store, tætsiddende øjne og lange bagben. De bliver 13 til 28 cm store med en meget lang hale, undertiden op til halvanden gang kroppens længde. De vejer mindre end 500 gram, nogle arter vejer blot 60 gram.
Dværg- og muselemurer er nataktive og trælevende. De er dygtige klatrere og kan springe langt, idet de anvender deres lange hale til at holde balancen. Når de opholder sig på jorden (hvilket sjældent sker), så bevæger de sig ved at hoppe på bagbenene. De tilbringer dagen i hule træer eller i en rede af løv. De lever typisk alene, men lever nogle gange i par.
I deres øjne findes et lysreflekterende lag, kaldet tapetum lucidum, der forbedrer deres nattesyn. Nogle arter, fx fedthalet dværgmaki, lagrer fedt på bagbenene og ved halens basis, og går i dvale. Ulig de ægte lemurer har de lange fortænder i overmunden, men har dog den for halvaber typiske tandkam i undermunden. De har tandformlen: 2.1.3.32.1.3.3.
Dværg- og muselemurer er altædende, idet de æder frugter, blomster og blade (og undertiden nektar) såvel som insekter, edderkopper og små hvirveldyr.
Hunnen har normalt tre par dievorter. Efter en drægtighedsperiode på knap 60 dage, fødes to til fire (normalt to eller tre) unger. De fravænnes efter fem til seks uger og er fuldt kønsmodne i slutningen af deres første leveår eller i løbet af deres andet år, afhængigt af arten. I fangenskab kan de leve op til 15 år, men lever sandsynligvis betydeligt kortere i naturen.

## Klassifikation
De fem slægter i familien Cheirogaleidae indeholder 34 arter.
- Familie Cheirogaleidae
  - Slægt Cheirogaleus: dværgmakier
    - Fedthalet dværgmaki, Cheirogaleus medius
    - Cheirogaleus lavasoensis
    - Stor dværgmaki, Cheirogaleus major
    - Cheirogaleus crossleyi
    - Cheirogaleus minusculus
    - Cheirogaleus sibreei

  - Slægt Microcebus: musemakier
    - Grå musemaki, Microcebus murinus
    - Microcebus griseorufus
    - Microcebus ravelobensis
    - Microcebus tavaratra
    - Microcebus sambiranensis
    - Microcebus simmonsi
    - Dværgmusemaki, Microcebus myoxinus
    - Microcebus rufus
    - Microcebus berthae
    - Microcebus lehilahytsara
    - Microcebus jollyae
    - Microcebus macarthurii
    - Microcebus mittermeieri
    - Microcebus mamiratra
    - Microcebus bongolavensis
    - Danfoss-musemaki, Microcebus danfossi
    - Microcebus arnholdi [5]
    - Microcebus margotmarshae [5]
    - Microcebus gerpi
    - Microcebus tanosi [6][7]
    - Microcebus marohita [6][7]

  - Slægt Mirza
    - Coquerels dværgmaki, Mirza coquereli
    - Mirza zaza

  - Slægt Allocebus
    - Allocebus trichotis

  - Slægt Phaner
    - Gaffelstribet dværgmaki, Phaner furcifer
    - Phaner pallescens
    - Phaner parienti
    - Phaner electromontis